# Chen Qian (zwemster)
Chen Qian (Binzhou, 16 april 1993) is een Chinese zwemster. Ze vertegenwoordigde haar vaderland op de Olympische Zomerspelen 2012 in Londen.

## Carrière
Bij haar internationale debuut, op de wereldkampioenschappen kortebaanzwemmen 2010 in Dubai, eindigde Chen als vijfde op de 800 meter vrije slag, op de 4x200 meter vrije slag veroverde ze samen met Tang Yi, Liu Jing en Zhu Qianwei de wereldtitel. Het kwartet verbeterde tevens het wereldrecord.
Op de wereldkampioenschappen zwemmen 2011 in Shanghai werd de Chinese uitgeschakeld in de series van de 800 meter vrije slag, samen met Pang Jiaying, Liu Jing en Tang Yi sleepte ze de bronzen medaille in de wacht op de 4x200 meter vrije slag.
Tijdens de Olympische Zomerspelen van 2012 in Londen zwom Chen samen met Zhu Qianwei, Liu Jing en Pang Jiaying in de series van de 4x200 meter vrije slag, in de finale eindigde Liu samen met Wang Shijia, Ye Shiwen en Tang Yi op de zesde plaats.

## Internationale toernooien
| Jaar | Olympische Spelen                              | WK langebaan                            | WK kortebaan                           | PanPacs       | Aziatische Spelen |
| ---- | ---------------------------------------------- | --------------------------------------- | -------------------------------------- | ------------- | ----------------- |
| 2010 |                                                |                                         | 5e 800m vrije slag · 4x200m vrije slag | geen deelname | geen deelname     |
| 2011 |                                                | 19e 800m vrije slag · 4x200m vrije slag |                                        |               |                   |
| 2012 | 6e 4x200m vrije slag Chen zwom enkel de series |                                         | geen deelname                          |               |                   |

## Persoonlijke records
Bijgewerkt tot en met 28 juli 2011
Kortebaan
| Afstand         | Tijd    | Datum            | Plaats |
| --------------- | ------- | ---------------- | ------ |
| 200m vrije slag | 1.54,73 | 15 december 2010 | Dubai  |
| 400m vrije slag | 4.10,22 | 16 december 2010 | Dubai  |
| 800m vrije slag | 8.16,11 | 16 december 2010 | Dubai  |

Langebaan
| Afstand         | Tijd    | Datum           | Plaats   |
| --------------- | ------- | --------------- | -------- |
| 200m vrije slag | 1.57,37 | 28 juli 2011    | Shanghai |
| 400m vrije slag | 4.02,35 | 18 oktober 2009 | Jinan    |
| 800m vrije slag | 8.20,36 | 23 oktober 2009 | Jinan    |